# Jutta Bauer
Jutta Bauer (* 9. Januar 1955 in Hamburg) ist eine deutsche Illustratorin und Autorin von Kinder- und Jugendbüchern.

## Leben
Sie studierte von 1975 bis 1981 Illustration an der Fachhochschule für Gestaltung in Hamburg. 1980 wurde sie Mitglied in der „Hamburger Illustratorengruppe“. Seit 1981 veröffentlicht sie Bilderbücher. Für die Zeitschrift Brigitte zeichnete sie Cartoons und Bildgeschichten. 1991 begann sie mit dem Zeichnen von Trickfilmen und ihrer Arbeit für das ZDF. Jutta Bauer lehrte Illustration u. a. an der Bauhaus-Universität in Weimar und leitet Illustrationsworkshops weltweit. Sie illustrierte die Bilderbücher von Kirsten Boie über den Jungen Juli und weitere Bücher von Christine Nöstlinger, Peter Härtling, Klaus Kordon u. a. Ihre eigenen Bücher wurden in viele Sprachen übersetzt.
1986 wurde ihr Sohn geboren.

## Werke

### Illustrationen
- Hugo, das Kind in den besten Jahren (Text: Christine Nöstlinger)
- Ein und Alles (Text: Christine Nöstlinger)
- Ein und Alles – Kalender für jeden Tag!
- Wir pfeifen auf den Gurkenkönig (Text: Christine Nöstlinger)
- Der Hund kommt (Text: Christine Nöstlinger)
- Der TV-Karl (Text: Christine Nöstlinger)
- Der Zwerg im Kopf (Text: Christine Nöstlinger)
- Sophie macht Geschichten (Text: Peter Härtling)
- Die Reise zur Wunderinsel (Text: Klaus Kordon)
- Gottfried, das fliegende Schwein (Text: Waldruhn Behnke)
- Der Leuchtturm auf den Hummerklippen (Text: James Krüss)
- Schnigula, schnagula (Text: Christian Morgenstern)
- Warum wir vor der Stadt wohnen (Text: Peter Stamm)
- Rabea und Marili (Text: Annette Pehnt)
- Der kleine Herr Jakobi (Text: Annette Pehnt)
- Bona Nox (Text: W.A. Mozart)
- Es war eine dunkle und stürmische Nacht (Texte gesammelt von: Arnhild Kantelhardt), Gerstenberg Verlag, ISBN 978-3-8369-4939-2
- Luftabong und Popapier (Text: Charlotte Habersack), Klett Kinderbuch, Leipzig 2011, ISBN 978-3-941411-40-1#[2]
- Überall ist leicht zu verpassen. Eine ziemlich philosophische Geschichte (Text: Jürg Schubiger). Verlagshaus Jacoby & Stuart, Berlin 2012, ISBN 978-3-941787-65-0
- Ein mittelschönes Leben. Ein Kinderbuch über Obdachlosigkeit (Text: Kirsten Boie). Hinz & Kunz, 2008, ISBN 978-3-00-026146-6

#### Reihen
Juli von Kirsten Boie
- Kein Tag für Juli. Beltz Verlag, 1992
- Juli, der Finder. Beltz Verlag, 1993
- Juli tut Gutes. Beltz Verlag, 1994
- Juli und das Monster. Beltz Verlag, 1995
- Juli wird erster. Beltz Verlag, 1996. ISBN 978-3-407-79177-1
- Juli und die Liebe. Beltz Verlag, 1999. ISBN 978-3-407-79231-0

### Illustrationen und Text
- Abends, wenn ich schlafen geh (Carl Hanser Verlag 1995)
- Selma (Lappan Verlag 1997)
- Die Königin der Farben (Verlagsgruppe Beltz 1998)
- Ein Engel trägt meinen Hinkelstein (Lappan Verlag 1999)
- Schreimutter (Beltz 2000)
- Opas Engel (Carlsen 2001)
- Ich sitze hier im Abendlicht (Hg., Gerstenberg Verlag 2003), ISBN 978-3-8067-5028-7
- Liebespaa... küsst Euch maa... (Carlsen 2005)
- Ich ging durch die Hölle (Carlsen 2008)
- Emma wohnt (Carlsen 2009)
- Emma lacht (Carlsen 2009)
- Emma weint (Carlsen 2009)
- Emma isst (Carlsen 2009)
- Muttishund. Wahre Geschichten (Jacoby & Stuart 2010)
- Steht im Wald ein kleines Haus (Moritz Verlag 2012)
- Limonade (Aladin Verlag 2015)
- Jeppe unterwegs (Kibitz Verlag 2021), ISBN 978-3-948690-08-3

## Übersetzungen
- Selma: CH/Genève, La Joie de lire. ES/Madrid: Los cuatro azules. KR/Seoul: BIR Publishing. NL/Baarn: Uitgeverij Hillen. CN/Taiwan: Grimm Press. GB/London: Souvenir Press. US/La Jolla: Kane Miller. JP/Tokyo: Futami Shobo. IL/Or Yehuda: Kinneret Zmora Bitan Dvir Publishers. BR/São Paulo: CosacNaify. NZ/Wellington: Gecko Press. SE/Stockholm: Forum Publishers.
- Opas Engel: NL/Amsterdam: Querido. ES/Salamanca: Lóguez Ediciones. KR/Seoul: BIR Publishing. DK/Bagsvaerd: Carlsen. F/Paris: Gallimard Jeunesse. SE/Stockholm: Bonnier Carlsen. JP/Tokyo: Tokuma Shoten. CN/Taipeh: 3&3 International Education Institute. I/Milano: Adriano Salani. GB/London: Walker Books. SER/Ljubljana: Sanje/Snjska Knjigica. BR/São Paulo: CosacNaify. TH/Bangkok: Sangdad Publishing.
- Die Königin der Farben: PT/Montemor-o-Novo: A cobra laranja. FR/Paris: Autrement. DK/Bagsvaerd: Carlsen. NL/Amsterdam: Querido. JP/Tokyo: Shogakukan. KR/Paju City: Munhakdogne. BR/São Paulo: CosacNaify. CN/Taiwan: Grand River. ES/Salamanca: Lóguez Ediciones.
- Schreimutter: FR/Paris: Autrement. KR/Seoul: BIR Publishing. DK/Bagsvaerd: Carlsen. ES/Salamanca: Lóguez Ediciones. I/Milano: Adriano Salani. JP/Tokyo: Shogakukan. PT/Lissabon: Ana Paula Faria. BR/São Paulo: CosacNaify.
- Bona Nox (Text: Wolfgang Amadeus Mozart): CH/Genève, La Joie de lire
- Warum wir vor der Stadt wohnen (Text: Peter Stamm): CH/Genève, La Joie de lire. GB/Tunbridge Wells: Winged Chariot. LT/Vilnius: Gimtasis Zodis.
- Aller Anfang (Text: Franz Hohler und Jörg Schubiger): ES/Vigo: Edicions Xerais de Galicia. LT/Vilnius: Gimtasis Zodis. IT/Milano: Il Castoro.
- Steht im Wald ein kleines Haus: E/Salamanca: Loguez Ediciones. FR/Paris: l’école des loisirs. KOR/Seoul. DK. SE/Stockholm.

## Verfilmungen
- 1996: Animationsfilm Die Königin der Farben[3]
- 2000: Animationsfilm Schreimutter[4]

## Nominierungen und Auszeichnungen
- 1997: Emil für den Animationsfilm Die Königin der Farben[5]
- 1998: Troisdorfer Bilderbuchpreis für Königin der Farben
- 2001: Deutscher Jugendliteraturpreis für Schreimutter
- 2008: Nominierung zum Astrid-Lindgren-Gedächtnis-Preis
- 2009: Sonderpreis des Deutschen Jugendliteraturpreises für das Gesamtwerk Illustration
- 2010: Hans Christian Andersen Preis